# Hemvärnet
Hemvärnet är en frivillig försvarsorganisation inom Försvarsmakten som bildades 1940. Hemvärnet består av krigsförband och utgör nära hälften av Försvarsmaktens personal. Alla som tjänstgör i Hemvärnet är frivilliga.
Hemvärnets huvuduppgifter är att skydda, bevaka och ytövervaka samt att stödja det civila samhället vid till exempel naturkatastrofer. Hemvärnsförbanden övar regelbundet sina krigsuppgifter och har hög beredskap även i fredstid, eftersom soldaternas utrustning förvaras i hemmet.
Rikshemvärnsstaben är organiserad inom Högkvarteret, i försvarsstaben. Hemvärnet leds av Rikshemvärnschefen.

## Historia

### Tidiga föregångare
Redan vid Riksdagen 1624 beslutades att både stads- och landsbygdsbefolkningen skulle försvara hembygden vid krigshot. Denna ordning, kallad Borgarbeväpning, betraktas som en föregångare till hemvärnet. Den sista borgarbeväpningen upplöstes 1870, då Stockholms borgerskaps militärkårer avskaffades.

### Bildandet av hemvärnet (1939–1945)
När krigshotet ökade 1939 i samband med Andra världskriget växte oron i Sverige. Värnpliktsarmén hade begränsade resurser, och det ställdes krav på lokala skyddsstyrkor. Flera skytteföreningar bildade hemvärn på eget initiativ, bland annat i Tärnsjö, Lit och Morlanda under januari 1940. Under våren 1940 grundades hemvärn i Skåne, exempelvis i Tågarp, Barkåkra, Genarp, Oderljunga och Klippan. Dessa initiativ stred dock mot dåtidens lag om militära skyddskårer.

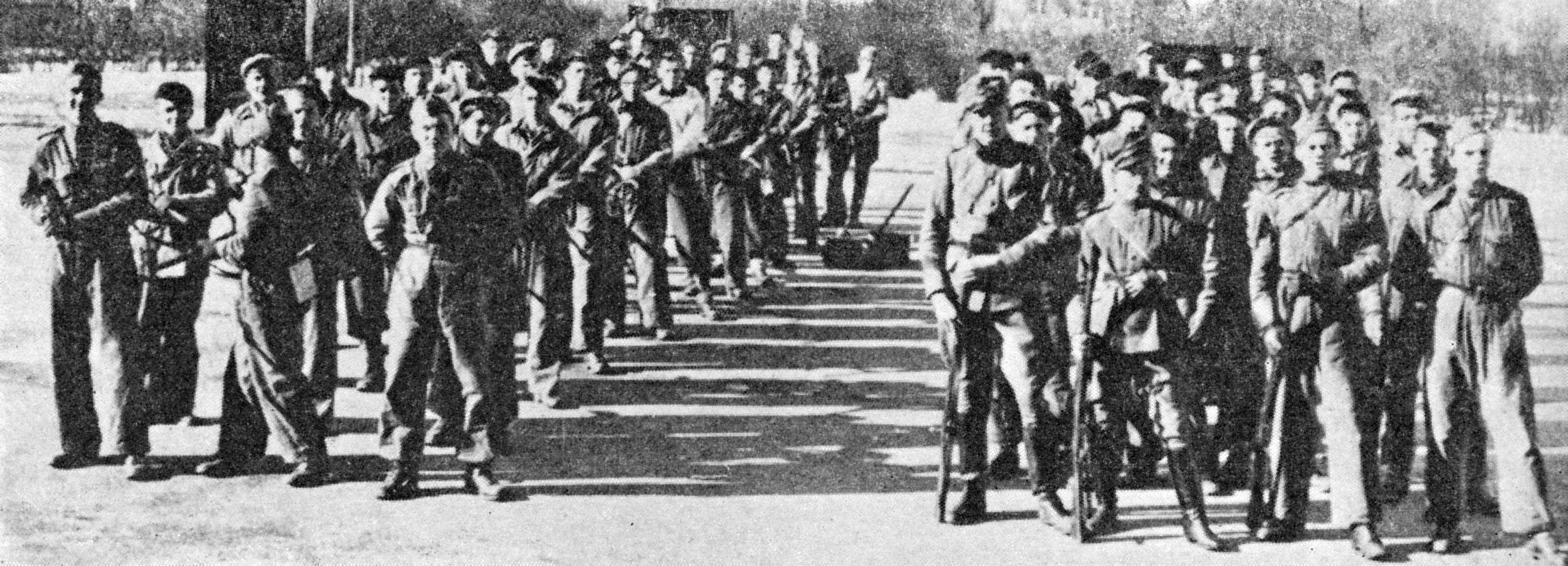
Hemvärnskompani i Lund, 1940.

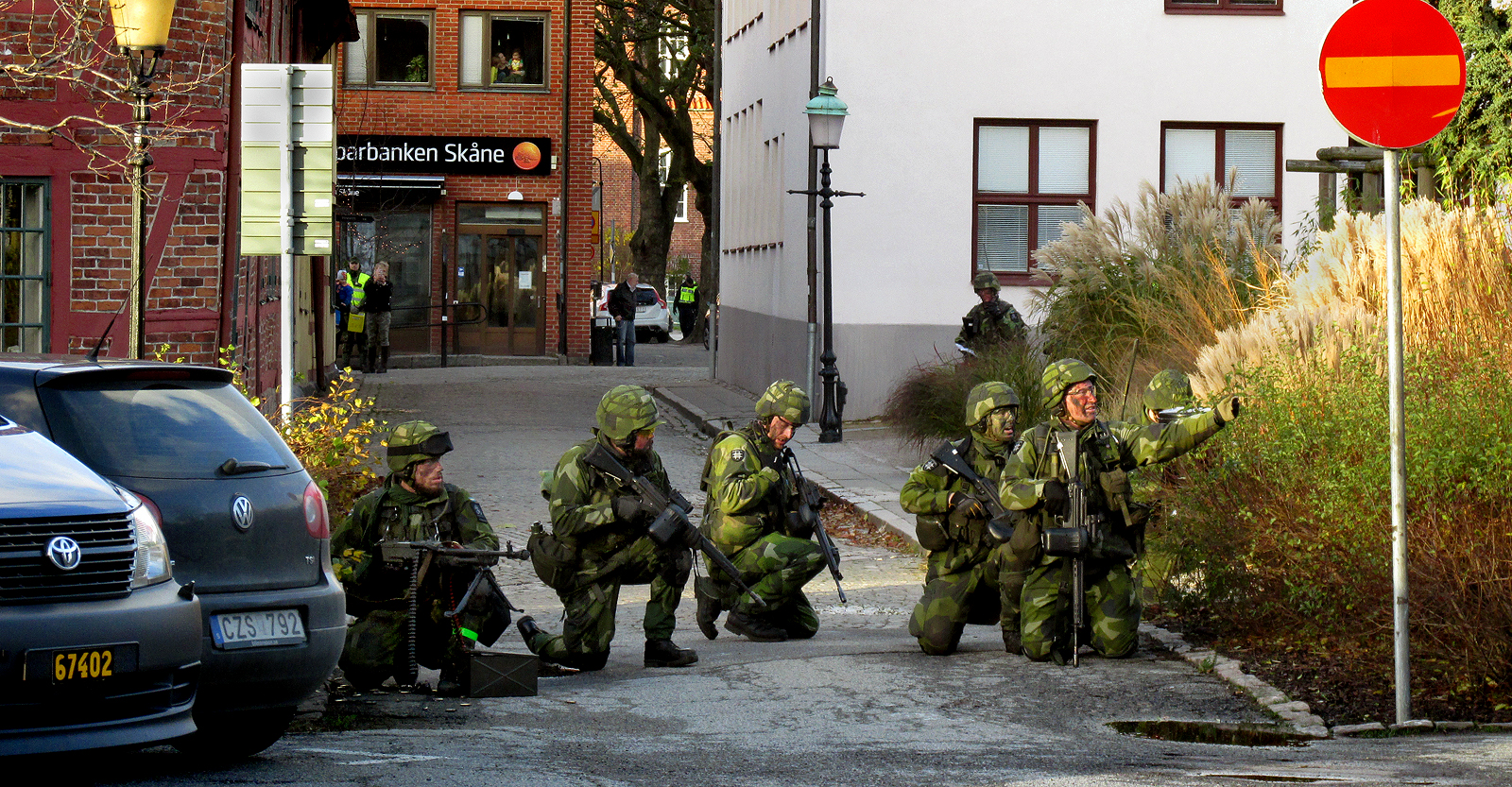
Hemvärnet övar i Ystad 2015.

Försvarsviljan var stark och regeringen agerade snabbt. Den 29 maj 1940 beslöt riksdagen att bilda Hemvärnet. Vid denna tid hade även Danmark och Norge ockuperats av Tyskland. Hemvärnet organiserades för både ungdomar utan genomförd värnplikt och äldre över värnpliktsåldern. Efter några veckor kunde överste Gustaf Petri räkna in nära 90 000 frivilliga.

#### Utrustning och organisation under krigsåren
Till en början saknades uniformer. Hemvärnsmän bar endast armbindel med landstormsmärke och, i bästa fall, ett m/96-gevär eller en hagelbössa. Vapenbristen var svår, men efter fredsslutet mellan Finland och Ryssland 1940 återlämnades 77 000 m/96-gevär, vilket löste problemet.
Ett uniformsreglemente infördes 1940. Befäl fick m/39-uniform, övriga hemvärnsmän fick överdragsuniform m/1940. Den ersattes 1941 av m/1941. Vinterutrustning och hjälmar tillkom successivt. Det dröjde till 1950 innan alla fått m/39-uniform.

### Efterkrigstiden och kalla kriget (1945–1989)

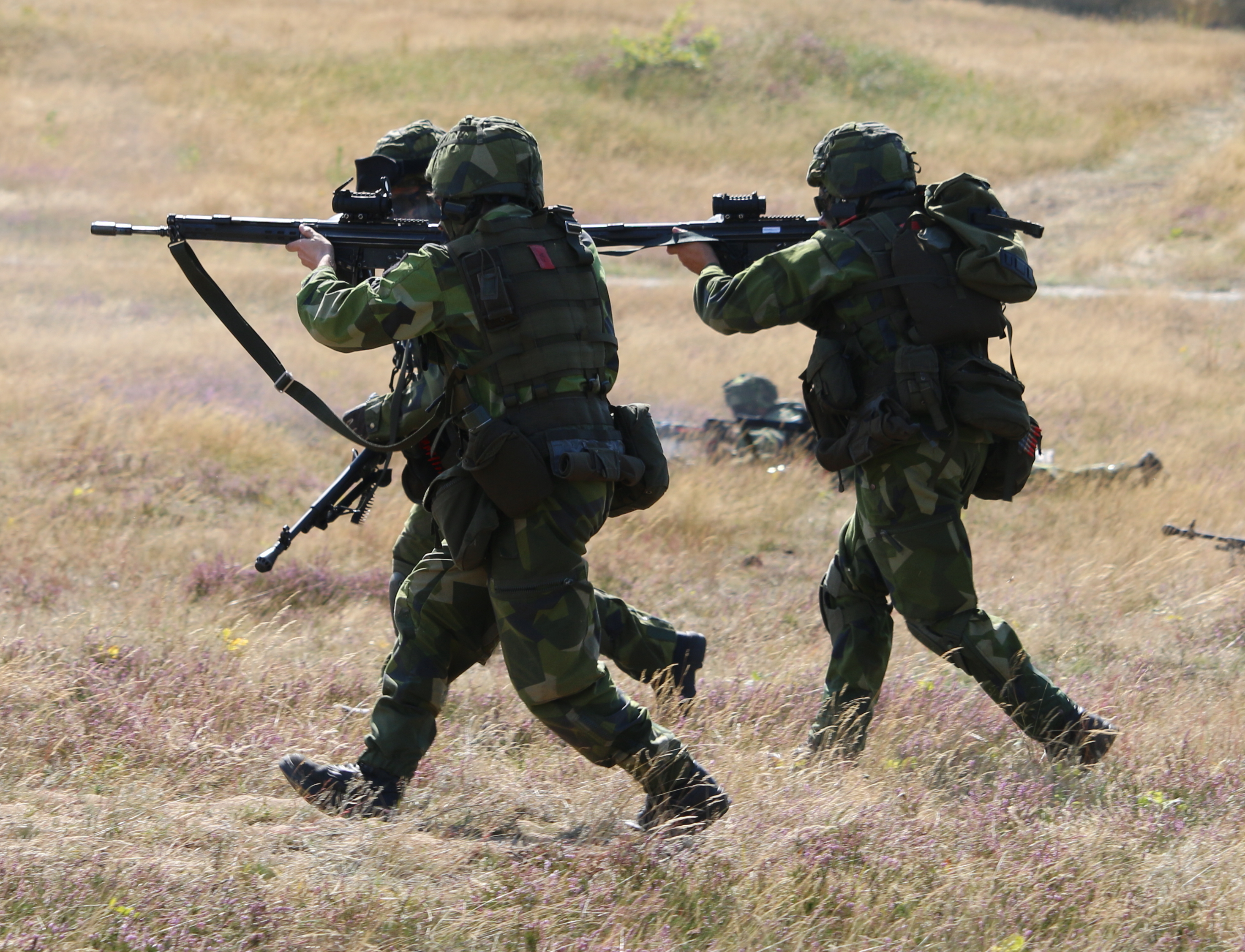
Hemvärnssoldater 2015.

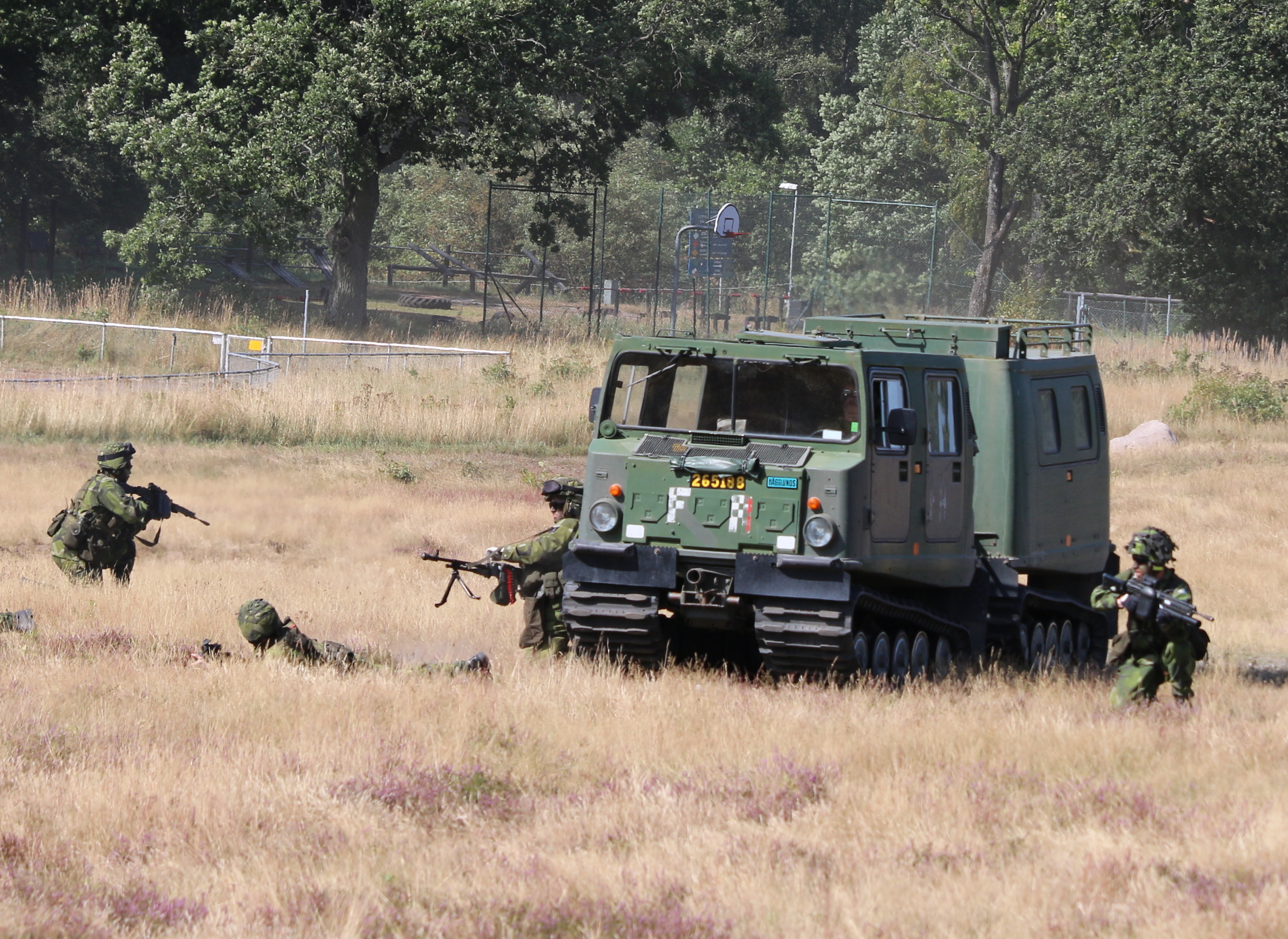
Hemvärnsuppvisning vid Regementets dag på Revingehed, 2015.

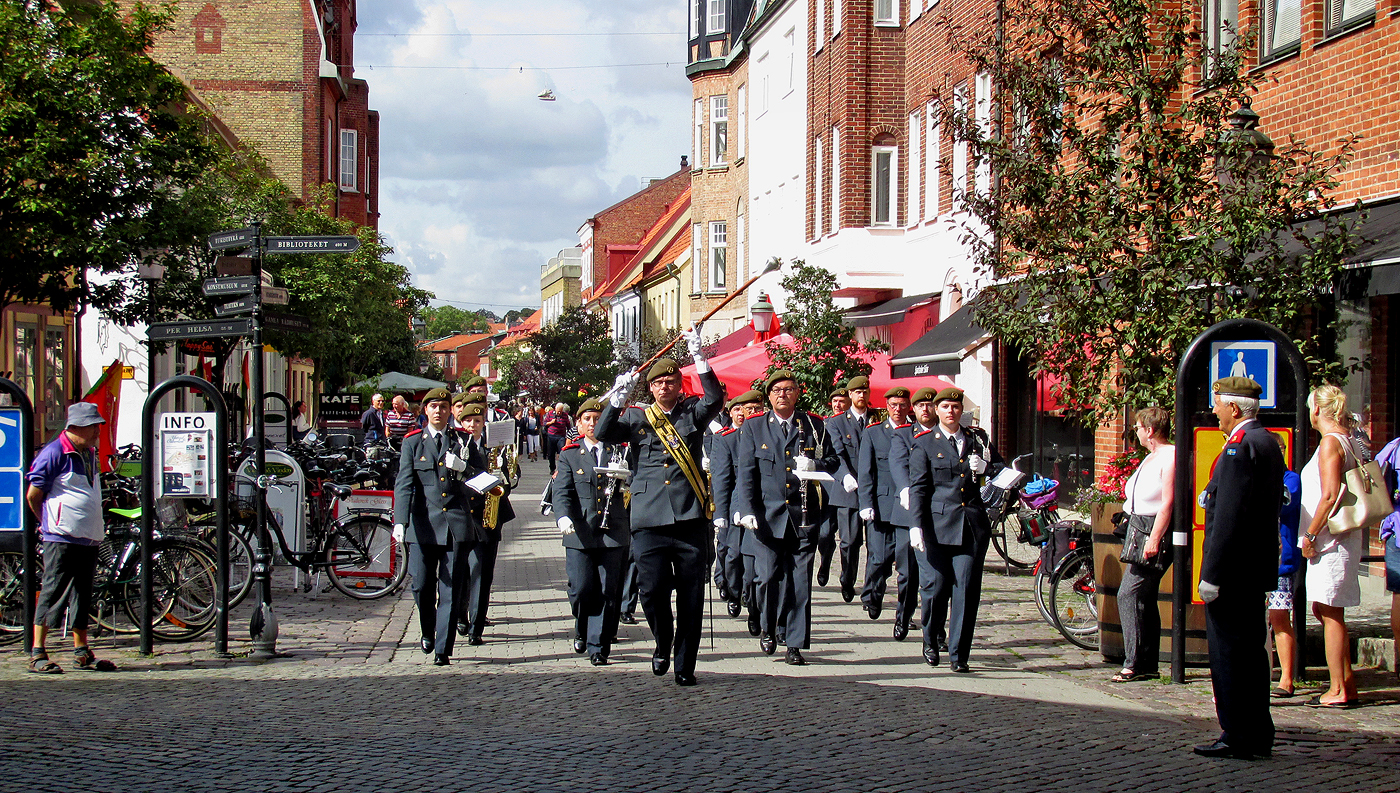
Hemvärnets Musikkår i Ystad marscherar på St. Östergatan 29 aug 2015.

Efter kriget fick hemvärnet nya uppgifter och utvecklades organisatoriskt. Under 1940-talet startades Tidningen Hemvärnet, Hemvärnets stridsskola grundades och det första driftvärnet bildades. Under kalla kriget blev bevakningen av mobiliseringsförråd hemvärnets viktigaste uppgift.  
| ”                      | Hemvärnet, [är ett] lokalt militärförsvar, vanligen bestående av personer, som på grund av ålders- eller andra skäl ej äro värnpliktiga. H. ingår numera i de flesta länders försvar som följd av riskerna för fientliga luftlandsättningar och liknande krigshandlingar som kunna förvandla hemorten till krigsskådeplats. I det svenska H. som under chefen för armén ledes av en rikshemvärnschef, är rekryteringen frivillig. H. omfattar dels det allmänna hemvärnet och dels driftvärnet. | „ |
| – Kunskapens bok, 1951 | |   |

År 1964 började hemvärnet tilldelas omsydd fältuniform m/39-58 och permissionsuniform m/60 för befäl. Under 1970-talet infördes fältuniform m/59.
År 1985 bildades det marina hemvärnet. Då fanns cirka 120 000 hemvärnsmän inom 66 bataljoner. Kvinnor fick 1989 möjlighet att bli hemvärnssoldater efter genomgången militär grundutbildning.

### Modernisering och omstrukturering (1990– )
Under 1990- och 2000-talen förändrades både utrustning och organisation. År 1995 ersattes m/96-gevär med Automatkarbin 4. Hemvärnet började nu köpa in egen materiel. Vid sekelskiftet 2000 fanns cirka 70 000 soldater och 60 bataljoner. År 2010 utgjorde kvinnor cirka 15

## Organisation
Hemvärnet är organiserat i fyra militärregioner som täcker hela Sverige samt ett separat regemente på Gotland. Varje militärregion omfattar ett antal hemvärnsbataljoner. Bataljonerna består i sin tur av kompanier och plutoner. Ledningen utgår från militärregionstaberna och Rikshemvärnsstaben har det övergripande ansvaret.

### Struktur och ledning
Den minsta stridande enheten är plutonen. Två till fyra plutoner bildar ett kompani, som leds av en kompanichef. Flera kompanier bildar en hemvärnsbataljon, ledd av en bataljonschef. Bataljonscheferna är underställda militärregioncheferna.
Rikshemvärnsstaben ansvarar för den övergripande ledningen och samordningen av hemvärnsförbanden. Hemvärnets stridsskola bestämmer utbildningsriktlinjer och materiel.

### Militärregioner och ansvar
- Norra militärregionen (MR N): Omfattar Norrbottens, Västerbottens, Jämtlands och Västernorrlands län. Staben finns i Bodens garnison.
- Mellersta militärregionen (MR M): Omfattar Stockholms, Gotlands, Södermanlands, Uppsala, Västmanlands, Dalarnas och Gävleborgs län. Staben finns i Kungsängens garnison.
- Västra militärregionen (MR V): Omfattar Västra Götalands, Hallands, Örebro och Värmlands län. Staben finns i Skövde garnison.
- Södra militärregionen (MR S): Omfattar Skåne, Blekinge, Kronobergs, Jönköpings, Kalmar och Östergötlands län. Staben finns i Revinge garnison.
- Gotlands regemente (P 18): Omfattar Gotlands län. Staben finns i Visby.

Varje militärregion ansvarar för att leda hemvärnets insatser inom sitt område samt samverka med civila myndigheter vid kriser. De ansvarar även för utbildning och stöd till hemvärnsförbanden i regionen.
Utöver detta finns 22 militärregiongrupper som stödjer med administration och utbildning. Dessa grupper är underställda sina respektive militärregionchefer, utom Gotlandsbataljonen som lyder direkt under Gotlands regemente.

### Förband
Sedan den 1 januari 2012 är Hemvärnet organiserat i 40 bataljoner, en minskning från tidigare 60. Bataljonerna numreras från 10 till 49. Sammansättningen varierar mellan bataljonerna, då vissa har särskilda funktionsförband som nationella resurser. Samtliga bataljoner har insats- och bevakningskompanier. Från 1 januari 2015 infördes enhetliga namn, exempelvis bytte Norrbottens hemvärnsbataljon namn till Norrbottensbataljonen.

#### Norra militärregionen
| Beteckning | Benämning                | Stabsort  | Utbildningsgrupp       |
| ---------- | ------------------------ | --------- | ---------------------- |
| 10. hvbat  | Lapplandsjägarbataljonen | Kiruna    | Lapplandsjägargruppen  |
| 11. hvbat  | Gränsjägarbataljonen     | Kiruna    | Lapplandsjägargruppen  |
| 12. hvbat  | Norrbottensbataljonen    | Boden     | Norrbottensgruppen     |
| 13. hvbat  | Västerbottensbataljonen  | Umeå      | Västerbottensgruppen   |
| 14. hvbat  | Fältjägarbataljonen      | Östersund | Fältjägargruppen       |
| 15. hvbat  | Ångermanlandsbataljonen  | Härnösand | Västernorrlandsgruppen |
| 16. hvbat  | Medelpadsbataljonen      | Härnösand | Västernorrlandsgruppen |

#### Mellersta militärregionen
| Beteckning | Benämning               | Stabsort   | Utbildningsgrupp                  |
| ---------- | ----------------------- | ---------- | --------------------------------- |
| 17. hvbat  | Dalabataljonen          | Falun      | Dalregementsgruppen               |
| 18. hvbat  | Gävleborgsbataljonen    | Gävle      | Gävleborgsgruppen                 |
| 21. hvbat  | Upplandsbataljonen      | Enköping   | Upplands- och Västmanlandsgruppen |
| 22. hvbat  | Västmanlandsbataljonen  | Enköping   | Upplands- och Västmanlandsgruppen |
| 23. hvbat  | Attundalandsbataljonen  | Kungsängen | Livgardesgruppen                  |
| 24. hvbat  | Stockholmsbataljonen    | Kungsängen | Livgardesgruppen                  |
| 25. hvbat  | Telgehusbataljonen      | Kungsängen | Livgardesgruppen                  |
| 26. hvbat  | Ulvsundabataljonen      | Kungsängen | Livgardesgruppen                  |
| 27. hvbat  | Södermanlandsbataljonen | Strängnäs  | Södermanlandsgruppen              |
| 28. hvbat  | Roslagsbataljonen       | Haninge    | Södertörnsgruppen                 |
| 29. hvbat  | Södertörnsbataljonen    | Haninge    | Södertörnsgruppen                 |

#### Västra militärregionen
| Beteckning | Benämning                   | Stabsort  | Utbildningsgrupp        |
| ---------- | --------------------------- | --------- | ----------------------- |
| 19. hvbat  | Värmlandsbataljonen         | Karlstad  | Örebro-Värmlandsgruppen |
| 20. hvbat  | Sannahedsbataljonen         | Örebro    | Örebro-Värmlandsgruppen |
| 38. hvbat  | Kinnebataljonen             | Skövde    | Skaraborgsgruppen       |
| 39. hvbat  | Kåkindbataljonen            | Skövde    | Skaraborgsgruppen       |
| 40. hvbat  | Bohusbataljonen             | Skredsvik | Bohusdalgruppen         |
| 41. hvbat  | Göteborgs södra bataljon    | Göteborg  | Elfsborgsgruppen        |
| 42. hvbat  | Göteborgs norra bataljon    | Göteborg  | Elfsborgsgruppen        |
| 43. hvbat  | Göteborgs skärgårdsbataljon | Göteborg  | Elfsborgsgruppen        |
| 44. hvbat  | Älvsborgsbataljonen         | Göteborg  | Elfsborgsgruppen        |
| 45. hvbat  | Hallandsbataljonen          | Halmstad  | Hallandsgruppen         |

#### Södra militärregionen
| Beteckning | Benämning                     | Stabsort    | Utbildningsgrupp              |
| ---------- | ----------------------------- | ----------- | ----------------------------- |
| 30. hvbat  | Första livgrenadjärbataljonen | Linköping   | Livgrenadjärgruppen           |
| 31. hvbat  | Andra livgrenadjärbataljonen  | Linköping   | Livgrenadjärgruppen           |
| 33. hvbat  | Norra Smålandsbataljonen      | Eksjö       | Norra Smålandsgruppen         |
| 34. hvbat  | Kalmarbataljonen              | Kalmar      | Kalmar- och Kronobergsgruppen |
| 35. hvbat  | Kronobergsbataljonen          | Växjö       | Kalmar- och Kronobergsgruppen |
| 36. hvbat  | Blekinge västra bataljon      | Ronneby     | Blekingegruppen               |
| 37. hvbat  | Blekinge östra bataljon       | Karlskrona  | Blekingegruppen               |
| 46. hvbat  | Södra skånska bataljonen      | Revingehed  | Skånska gruppen               |
| 47. hvbat  | Malmöhusbataljonen            | Malmö       | Skånska gruppen               |
| 48. hvbat  | Skånska dragonbataljonen      | Helsingborg | Skånska gruppen               |
| 49. hvbat  | Norra skånska bataljonen      | Revingehed  | Skånska gruppen               |

#### Gotland
| Beteckning | Benämning          | Stabsort | Utbildningsgrupp |
| ---------- | ------------------ | -------- | ---------------- |
| 32. hvbat  | Gotlandsbataljonen | Visby    | Gotlandsgruppen  |

### Frivilliga försvarsorganisationer

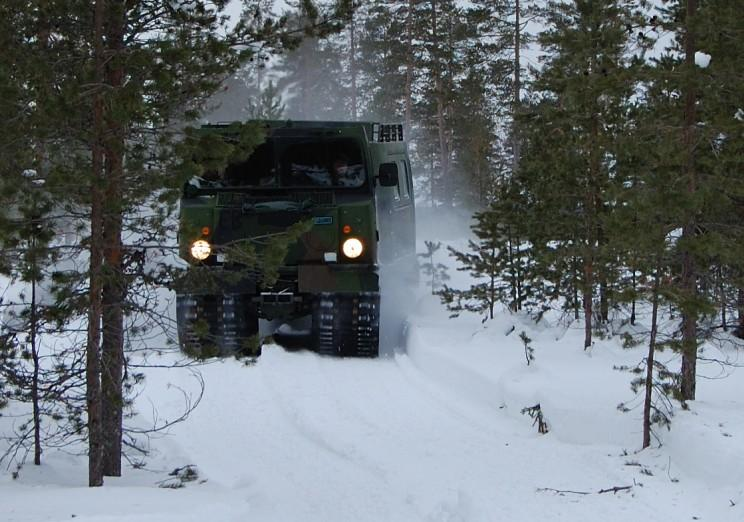
Bandvagnar (Bv206) körs av bland annat av Bilkåren.

I Hemvärnet ingår även personal som utbildas av 13 frivilliga försvarsorganisationer, så kallade specialister: 
- Frivilliga Flygkåren (FFK) – spaning och transport
- Frivilliga motorcykelkåren (FMCK) – ordonnanser och spaning
- Frivilliga radioorganisationen (FRO) – radio och telefonisamband
- Försvarsutbildarna (FBU) – sjukvårdare, informationsbefäl och CBRN-personal
- Svenska Brukshundklubben (SBK) – hundtjänst, genomsök och eftersök
- Sveriges Bilkårers Riksförbund (SBR) – transport och bilförare
- Riksförbundet Sveriges lottakårer (SLK) – tross och stabstjänst
- Sjövärnskåren (SVK) – transport i och försvar av skärgården
- Flygvapenfrivilliga (FVRF) – spaning och underrättelse
- Insatsingenjörernas riksförbund (IIR)
- Försvarets personaltjänstförbund (FPF)
- Svenska pistolskytteförbundet (SPSF)
- Svenska skyttesportförbundet (SvSF)

## Uppgifter
Hemvärnet är en del av stridskraften Hemvärnet och ansvarar för skydd, bevakning och ytövervakning inom Sverige. Förbanden bidrar också till samhällets krisberedskap och deltar ofta vid:
- Eftersök av försvunna personer
- Skogsbrandsläckning
- Översvämningar och snökaos
- Andra civila kriser

Vissa förband har marina uppgifter eller specialiserar sig på underrättelseinhämtning.

### Antagningskrav
För att bli hemvärnssoldat krävs:
- Svenskt medborgarskap
- Fullgjord militär grundutbildning om minst 90 dagar, eller
- Särskild korttidsutbildning (minst två veckor) samt befattningsutbildning

Därutöver måste du:
- Godkännas vid säkerhetsprövning av Militära underrättelse- och säkerhetstjänsten och Säkerhetspolisen
- Få utlåtande från lokala sociala myndigheter
- Genomgå bostadskontroll[15]

Efter introduktionsutbildning placeras du normalt i närmaste kompani inom din hemvärnsbataljon.
Den som saknar militär grundutbildning kan bli specialist efter:
- Grundläggande soldatutbildning för frivilliga (GU-F), 14 dagar, via frivillig försvarsorganisation
- Specialistutbildning, cirka 14 dagar
- Tre dagars introduktion vid förbandet

Totalt tar det omkring en månad att bli specialist i Hemvärnet.

### Utbildning

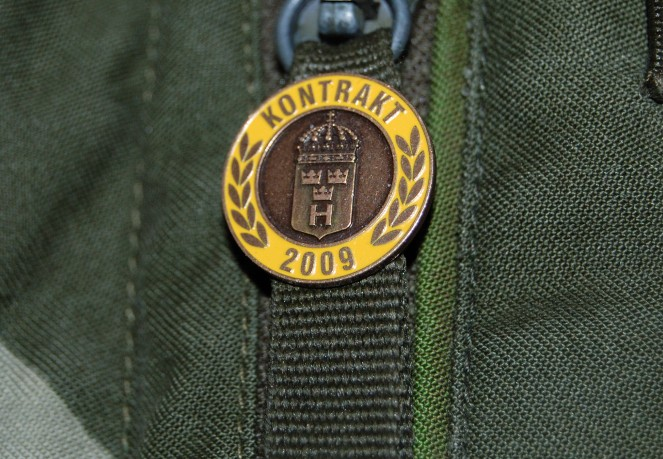
Årsmärke som utdelas om man fullgjort kontraktstiden för året.

Hemvärnssoldater har kontrakt som innebär skyldighet att genomföra:
- 4 övningsdagar per år i bevakningskompani (cirka 5 000 soldater)
- 8 övningsdagar per år i insatskompani (cirka 17 000 soldater)[13]

Varje bataljon genomför en årlig krigsförbandsövning (KFÖ) på fyra dagar. Chefer övar upp till 15 dagar per år beroende på befattning. Hemvärnsinsatskompanier har även en särskild övning (SÖF) på fyra dagar. Specialistpersonalen följer utbildningstiden för det kompani de tillhör, till exempel åtta dagar för en bilförare i insatskompani.
Före 2010 användes ett timbaserat system, men nu gäller ett dagsystem med höjd ersättning för genomförd tjänst.
Övrig utbildning varierar, från skjutövningar och strid i bebyggelse till centrala veckokurser i ledarskap, sprängtjänst och språk. Kurser ges av Hemvärnets stridsskola (HvSS), Försvarsutbildarna och andra frivilliga försvarsorganisationer, samt lokala utbildningsgrupper. Hemvärnet utbildar även skyddsvakter för bevakningsuppdrag.

## Utrustning
Hemvärnssoldater använder i huvudsak samma utrustning som övriga Försvarsmakten. Uniformen är vanligtvis fältuniformssystem m/90. 

### Fordon och fartyg
De flesta förband har tillgång till terrängbilar som Tgb 13 och Tgb 20, samt bandvagnar (Bv 206). Hemvärnsbataljoner med marina uppgifter använder även stridsbåt 90H, som är ett snabbt militärfartyg. Från 2011 pågår byte av äldre terrängbilar till minibussar av typen Personbil 8. Dessa är avsedda för insatskompanier i bataljonerna 17–49, som finns i södra Sverige. Under 2024 har vissa delar av hemvärnet tillförts Ford Rangerover. 

### Beväpning och understöd
Den vanligaste beväpningen är automatkarbin 4B (Ak 4B) med rödpunktsikte, eller pistol m/88. Vissa förband har även granattillsats för 40 mm granater. Modellen Ak 4C införs successivt och ska ersätta Ak 4B. Understödsvapen är bland annat kulspruta 58, granatgevär m/48, pansarskott m/86 och prickskyttegevär 90. 

### Skyddsutrustning
Skyddsutrustningen omfattar hjälm m/90, kroppsskydd m/90A samt i viss mån kroppsskydd m/94K. Vid hot från kemiska, biologiska, radiologiska och nukleära ämnen (CBRN) används skyddsmask m/90.

### Sambandsutrustning
Bataljonsledningarna har datorstöd för stridsledning. Radiokommunikation sker främst med Ra180, som ersätter äldre modeller. UK/HF-radio Ra763 används också. Gruppradio och RAKEL införs gradvis. Bildförstärkare av typen ”Körning” och ”Span4” används på plutonsnivå. Under början av 2000-talet köpte Hemvärnet även in bildförstärkare från Ryssland. minor finns för försvar mot bepansrade och obepansrade mål.

### Specialistfunktioner
Frivilligorganisationer ger Hemvärnet specialistkompetens, exempelvis signalister, fordonsförare och förplägnadspersonal. Svenska Brukshundklubben bidrar med hundar och hundförare, särskilt för att spåra eller upptäcka hot där hundens sinnen ger fördel.

### Förvaring och logistik
Den personliga utrustningen förvaras hemma hos hemvärnssoldaten. Det personliga vapnet förvaras dock centralt i en vapenkassun. Understödsvapen samlas centralt inom utbildningsgruppen. Kompaniernas gemensamma utrustning, som tält och koktrossar, förvaras i lokala förråd.

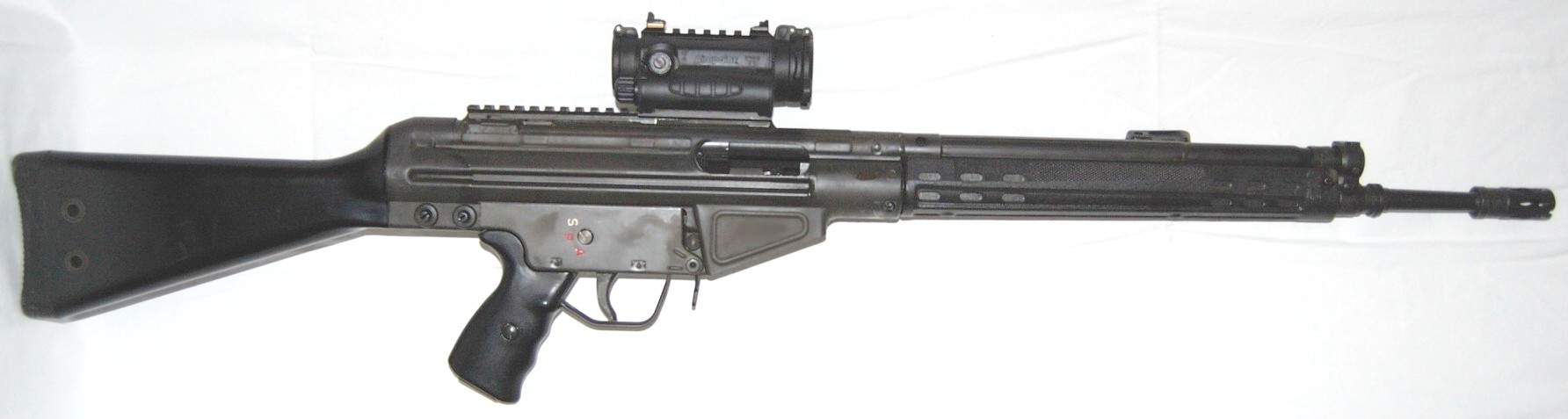
Automatkarbin 4B (Ak 4B)
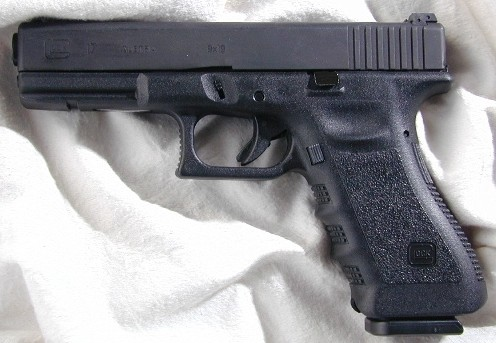
Pistol m/88
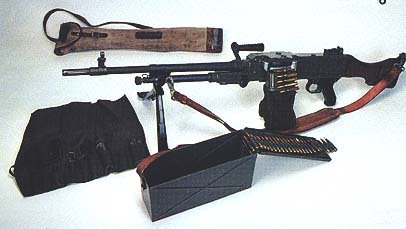
Kulspruta 58B (Ksp 58B)
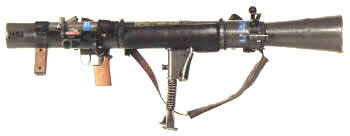
Granatgevär m/48 (Grg m/48)
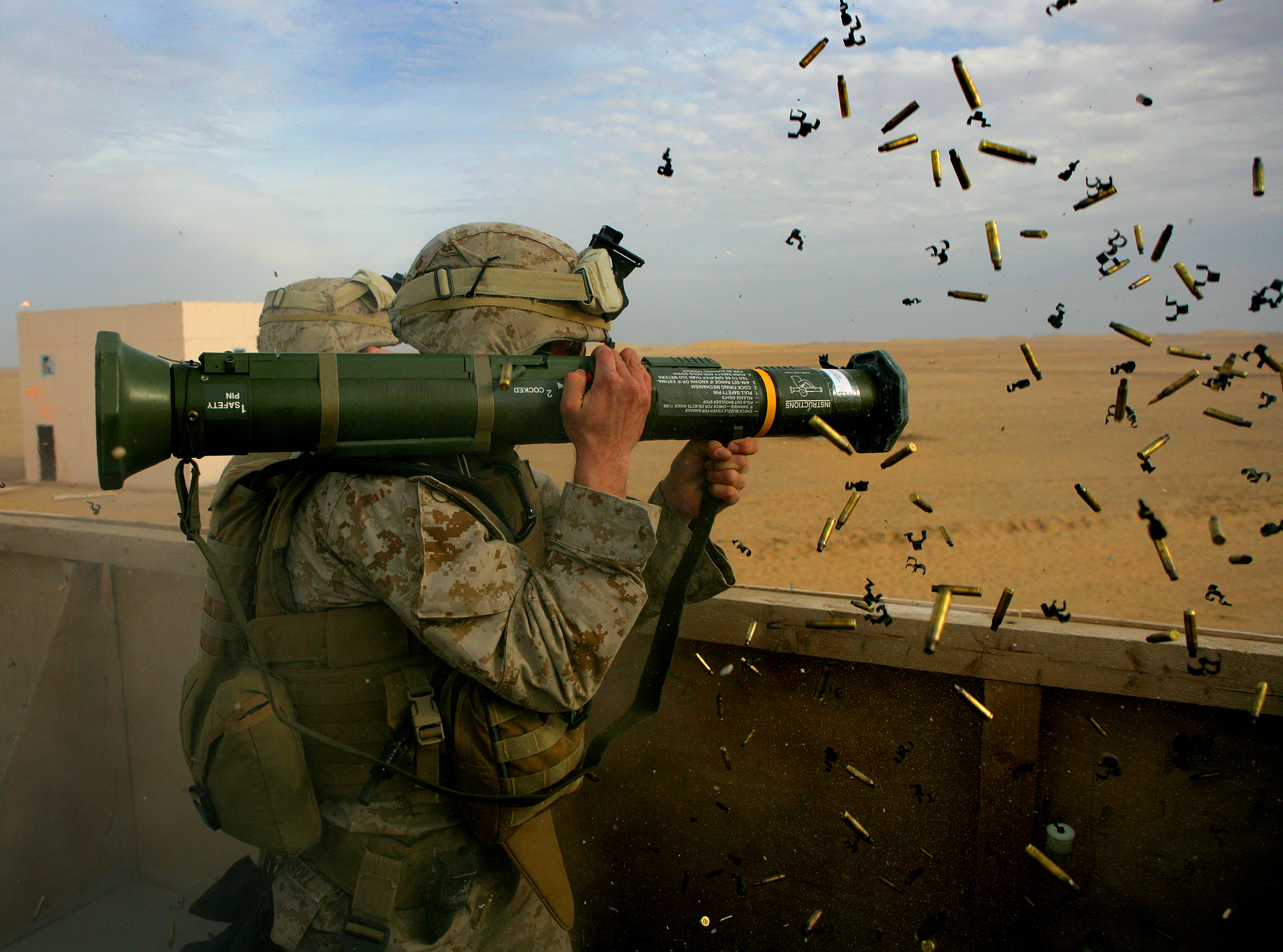
Pansarskott m/86 (P-skott)
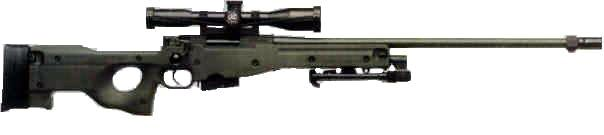
Prickskyttegevär 90 (Psg 90)
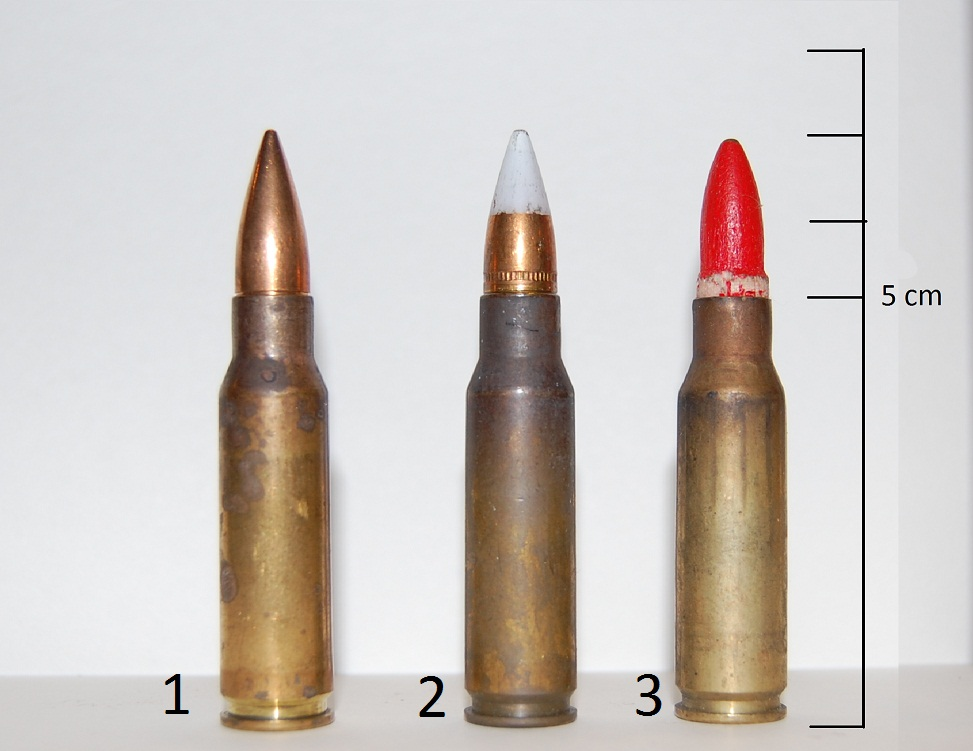
7,62 × 51 mm NATO
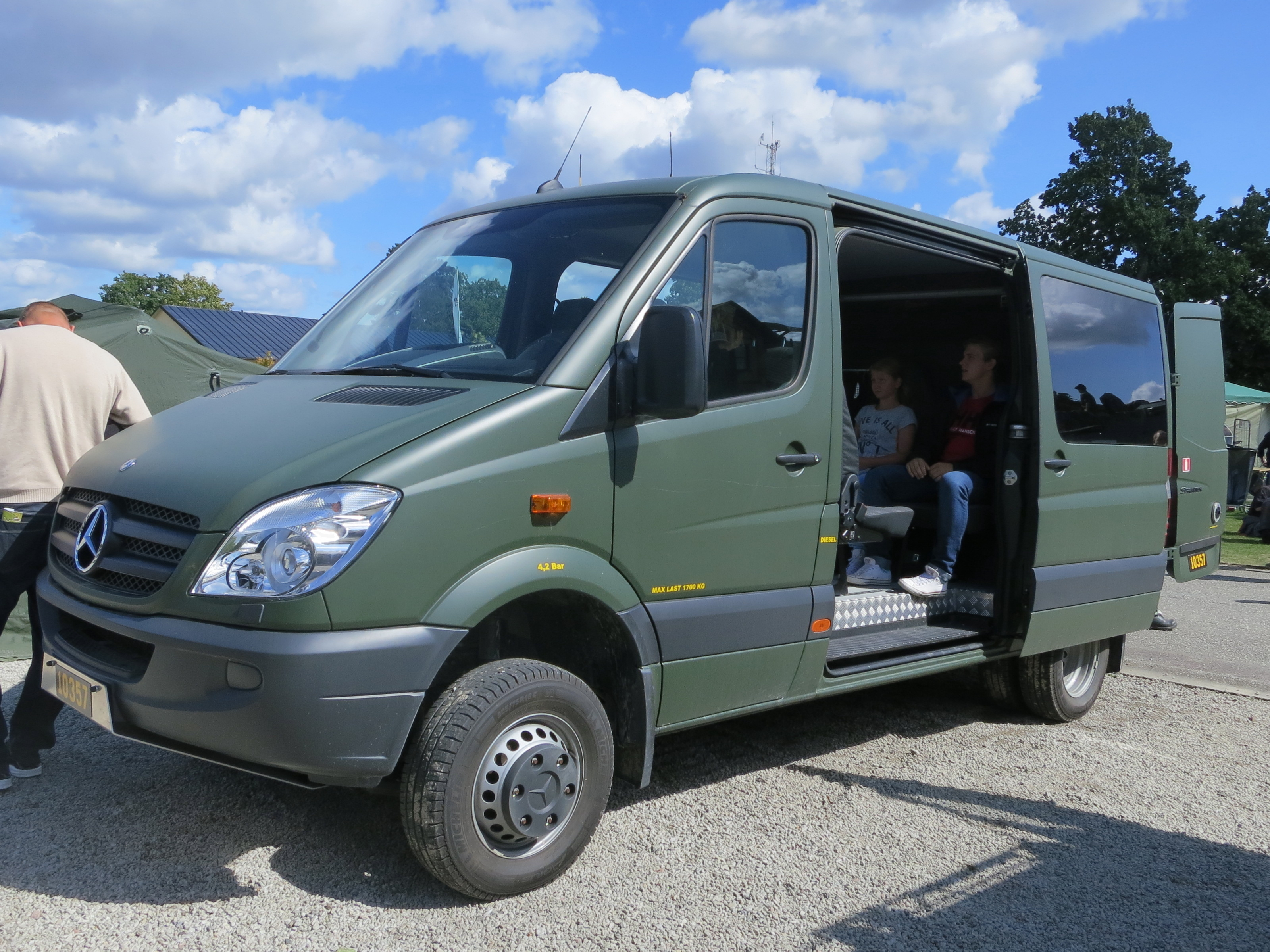
Personbil 8
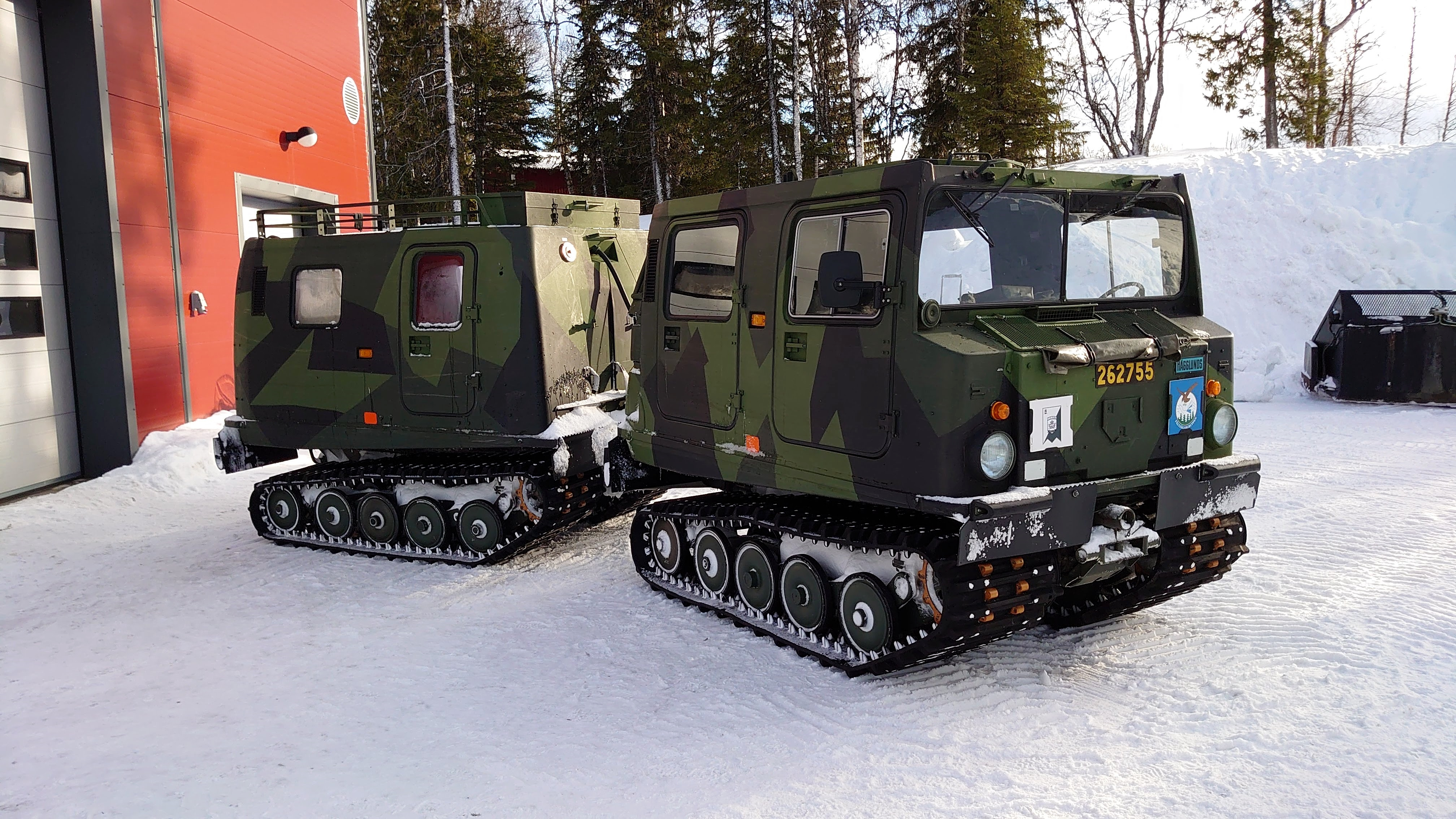
Bandvagn 206
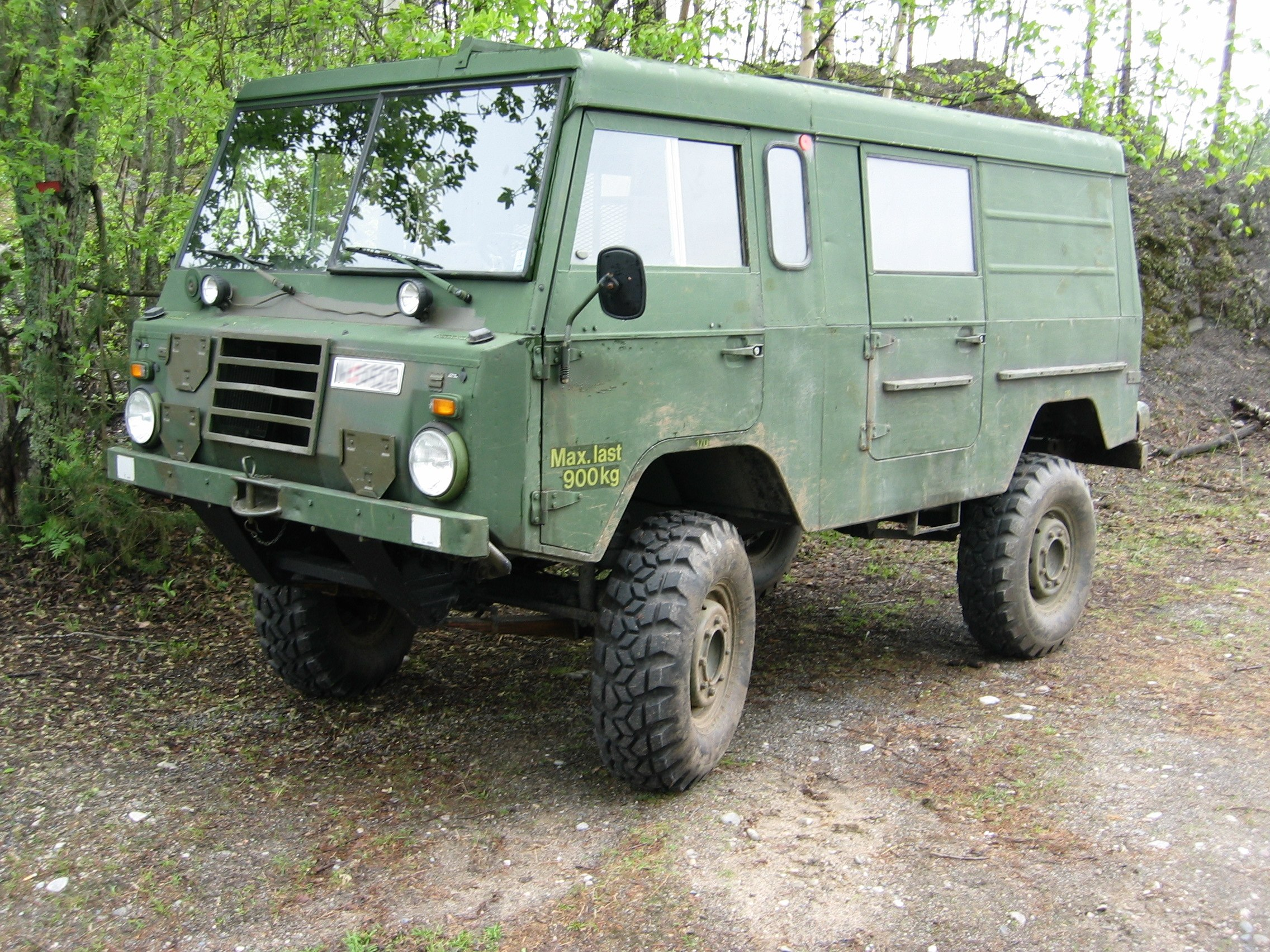
Terrängbil 11
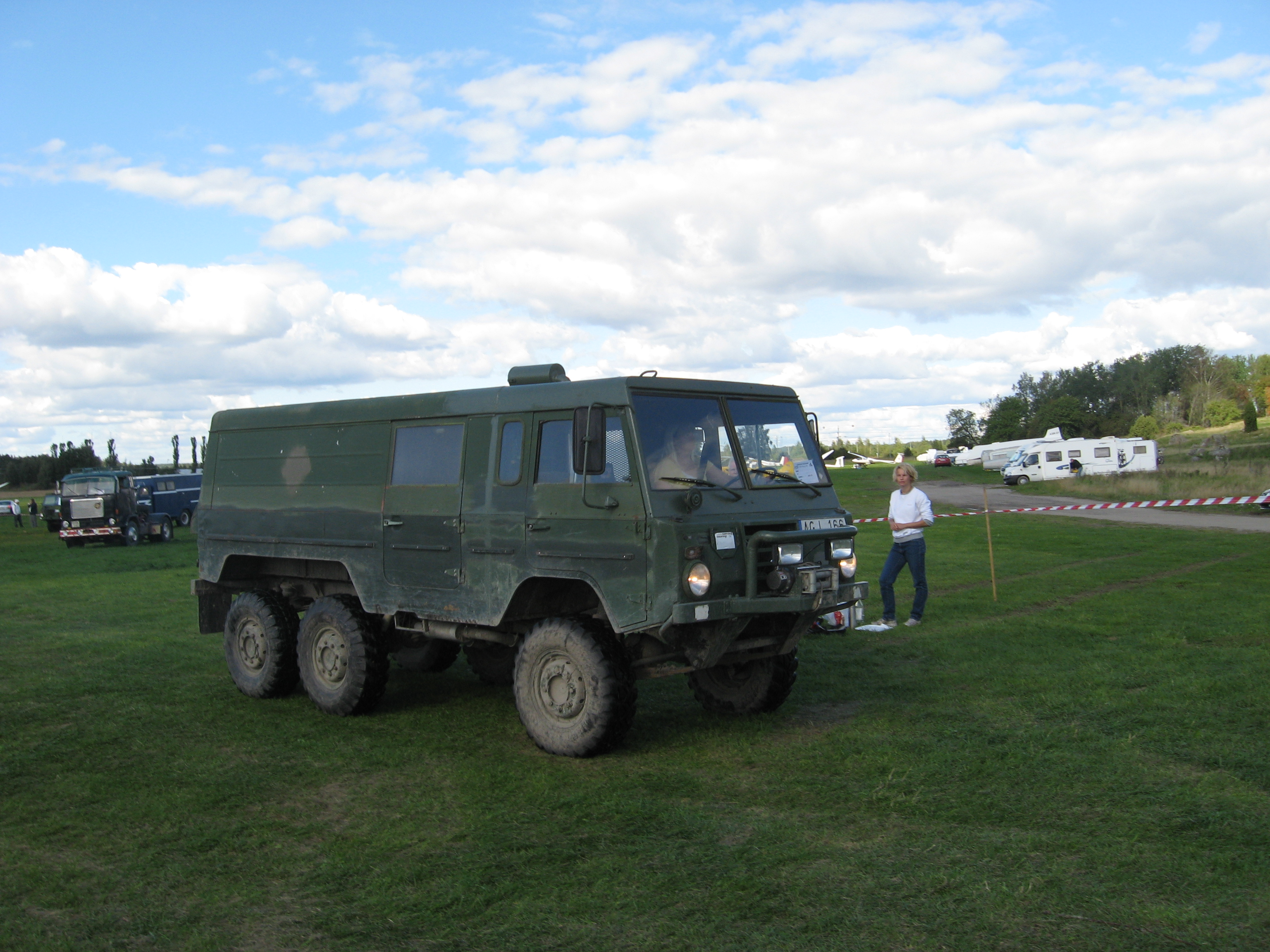
Terrängbil 13
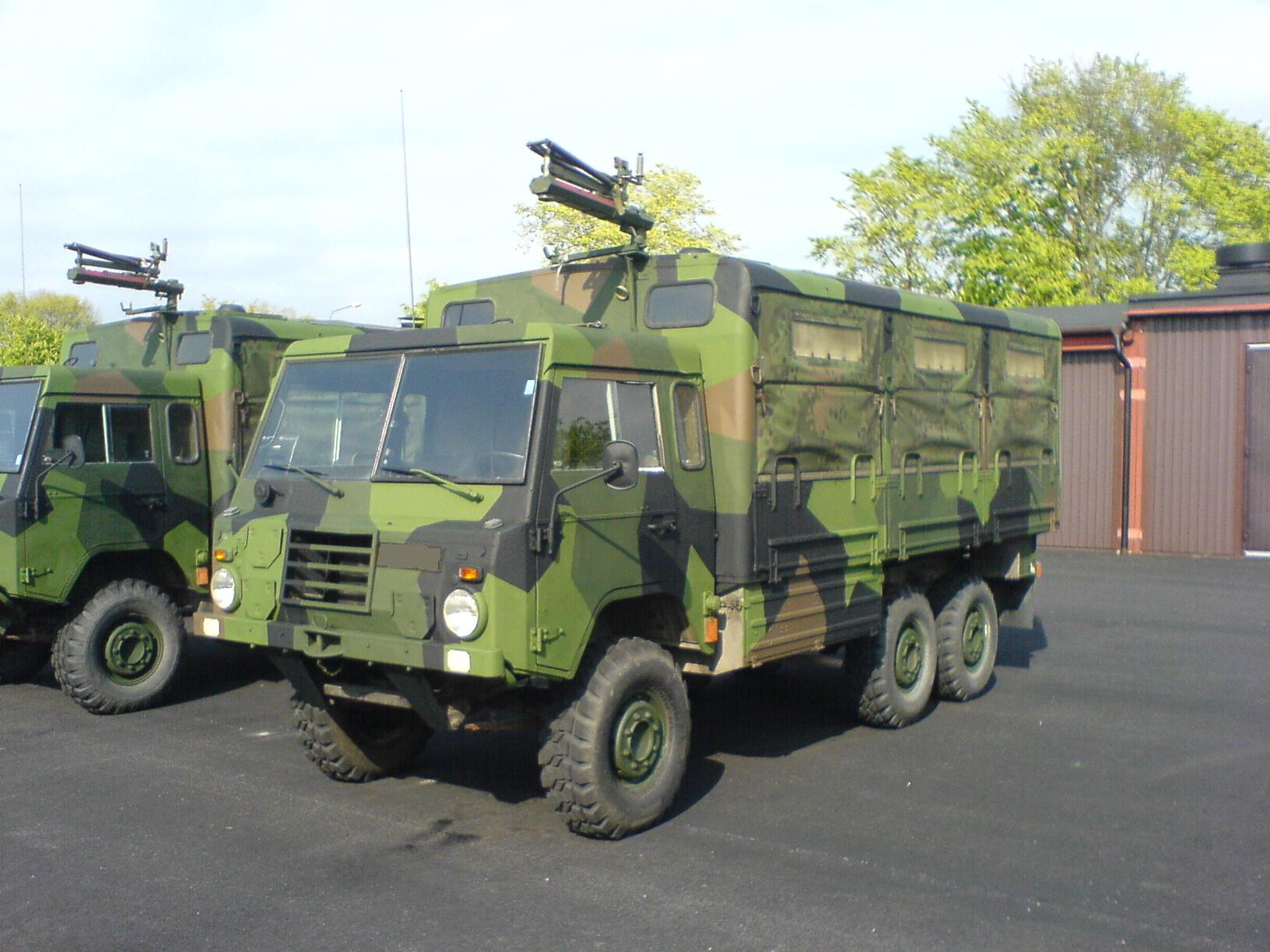
Terrängbil 20
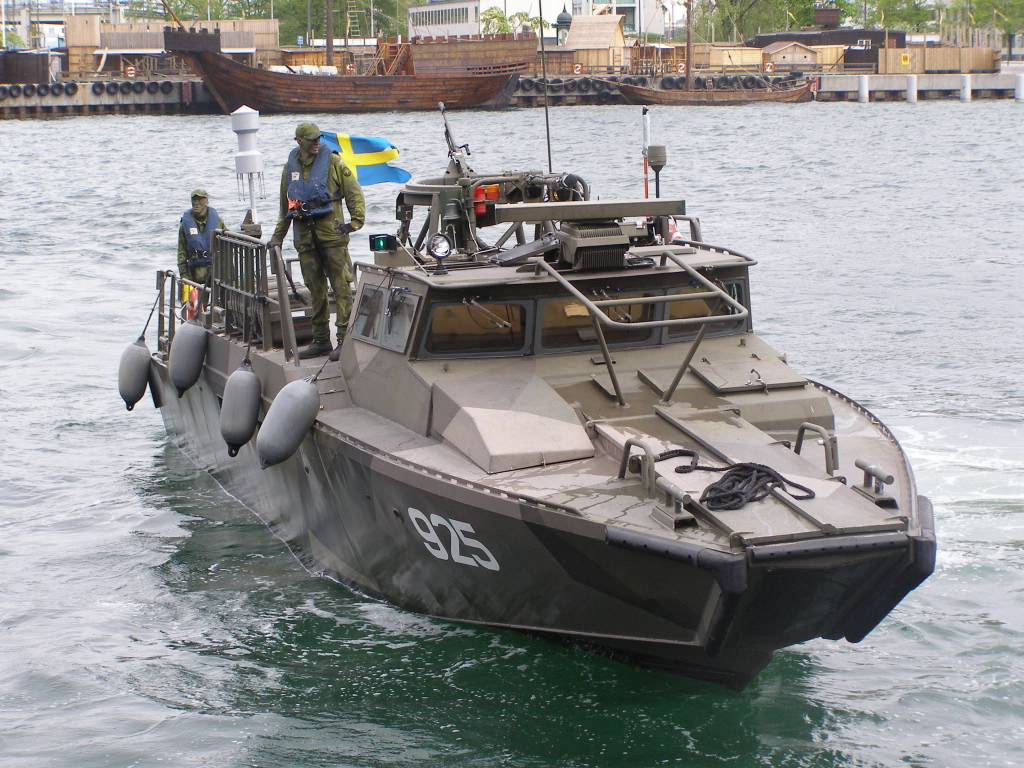
Stridsbåt 90H
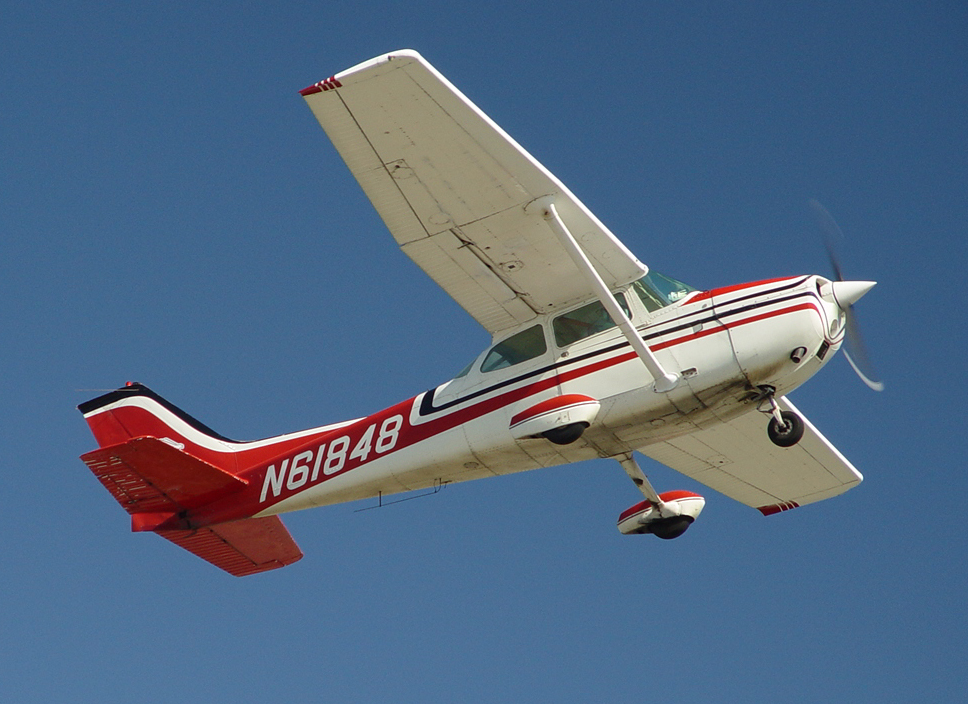
Civila småflygplan (exempelvis Cessna 172)
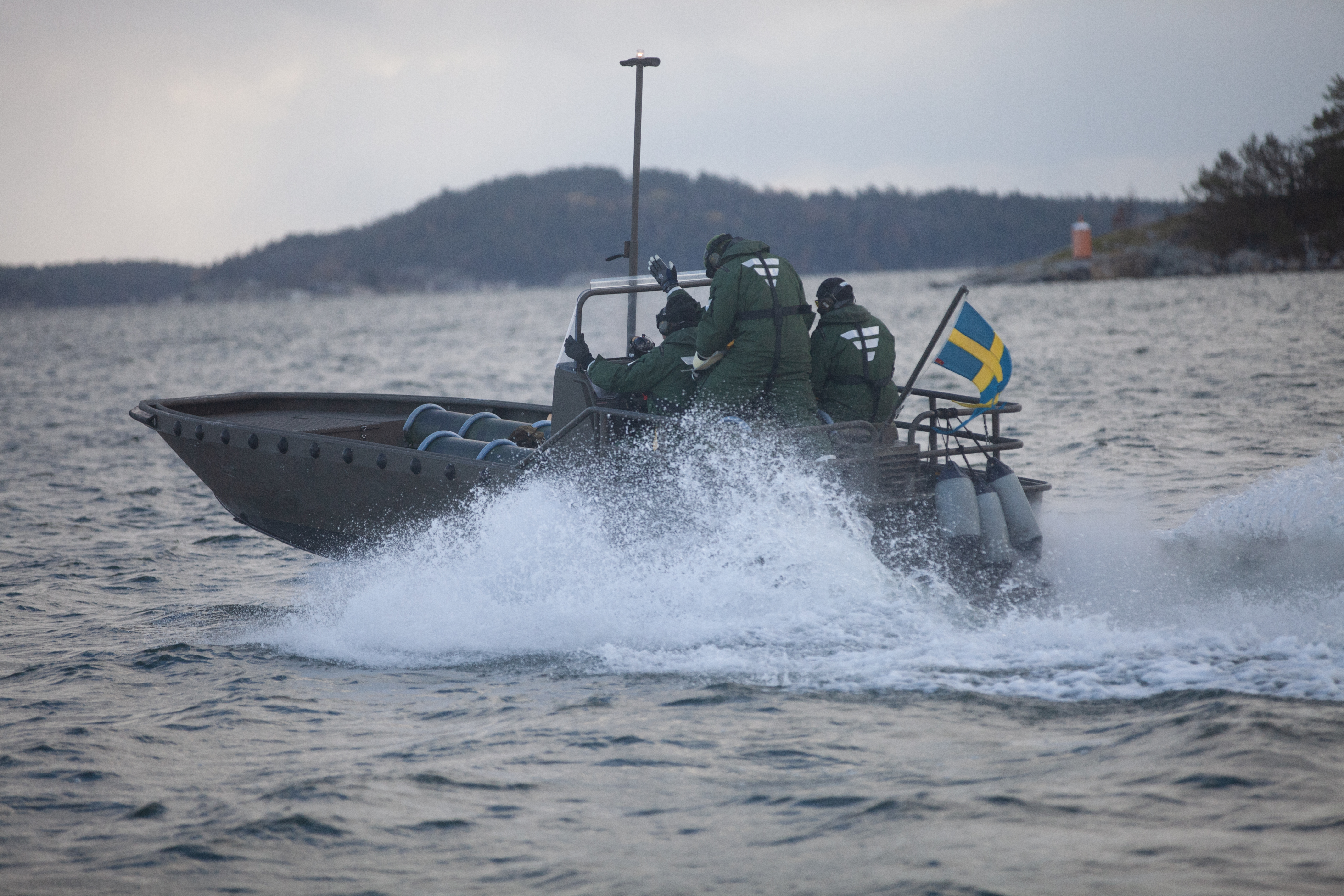
Gruppbåt

## Befälssystem
Hemvärnet tillämpar det svenska tvåbefälssystemet, där militär personal delas in i officerare (OF) och specialistofficerare/soldater (OR). Systemet reglerar vilka grader och befattningar som finns i hemvärnsorganisationen.
Följande tabell visar tillämpade grader, typiska befattningar och eventuella anmärkningar inom Hemvärnet:
| Grad                    | Befattning                     | Anmärkning                                                               |
| ----------------------- | ------------------------------ | ------------------------------------------------------------------------ |
| OF3 Major               | Bataljonschef                  | Urvalsbefattning, utses av rikshemvärnschefen                            |
| OR8 Förvaltare          | Bataljonsförvaltare            | Utses av C MR                                                            |
| OF2 Kapten              | Bataljonschef Kompanichef      |                                                                          |
| OF1 Löjtnant            | Kompanichef Plutonchef         |                                                                          |
| OF1 Fänrik              | Plutonchef                     |                                                                          |
| OR7 Fanjunkare          | Kompanifanjunkare              | Mycket rutinerad, urvalsbefattning efter beslut av chef utbildningsgrupp |
| OR7 Fanjunkare          | KVM                            | Efter minst 3 år i befattning                                            |
| OR6 Översergeant        | Instruktör                     | Urvalsbefattning                                                         |
| OR6 Sergeant            | Stabsbefäl komp stf Plutonchef |                                                                          |
| OR5 Överfurir           | Instruktör                     | Urvalsbefattning                                                         |
| OR5 Furir               | Gruppchef                      | Med minst 3 år i befattning                                              |
| OR4 Korpral             | Gruppchef                      | Med grundutbildning för gruppchefer                                      |
| OR3 Vicekorpral         | Instruktörsgrad                | Urvalsbefattning                                                         |
| OR2 Menig kl 3-4        | Menig                          | Beroende på antal uppfyllda avtalsår                                     |
| OR1 Menig, Menig kl 1-2 | Menig                          | Beroende på antal uppfyllda avtalsår                                     |

OF = Officerare.  
OR = Specialistofficerare och soldater.

## Ungdomsverksamhet
Hemvärnet bedriver ungdomsverksamhet för pojkar och flickor från 15 års ålder. Syftet är att ge ungdomar grundläggande kunskaper om försvar, samarbete och ledarskap.
Medlemskap är öppet för alla mellan 15 och 20 år. Verksamheten regleras av FN:s konvention om barnets rättigheter, vilket innebär att ungdomarna inte får delta i soldatutbildning före 18 års ålder.
Utbildningen omfattar:
- Skytte (med salongsgevär, kaliber 22 long)
- Sjukvård
- Militär idrott och hälsa
- Förläggningstjänst (bo och leva i fält, även i kallt klimat)
- Militärkunskap och ledarskap

Efter 18 års ålder får ungdomarna utbildas för strid och använda Ak 4 och Ak 5.
Militär ungdomsverksamhet anordnas av flera aktörer:
- Hemvärnet
- Försvarsutbildarna
- Sjövärnskåren
- Flygvapenfrivilliga
- Flera frivilliga försvarsorganisationer (till exempel FMCK och FRO)

Kurser erbjuds under sommar-, vinter-, vår- och höstlov. Regionala och lokala verksamheter hålls oftast veckovis.
Varje år arrangerar Hemvärnets stridsskola (HvSS) en nationell ungdomstävling för deltagare mellan 15 och 20 år. Tävlingen innehåller bland annat sjukvårdstjänst, olika former av orientering, radiosamband och ett överraskningsmoment som varierar från år till år.

## Medinflytande
Hemvärnet har ett omfattande system för medinflytande där soldater och befäl kan påverka verksamheten på olika nivåer. Varje pluton, kompani, bataljon, militärregion och även rikshemvärnschefen har egna råd eller stämmor där frågor behandlas och beslut fattas. Motioner och förslag kan skickas vidare uppåt i beslutsordningen.
Medinflytandet organiseras enligt följande:
- Plutonsråd för varje hemvärnspluton
- Kompanistämma och kompaniråd för varje hemvärnskompani
- Bataljonsråd för varje hemvärnsbataljon
- Hemvärnsråd för varje militärregion
- Rikshemvärnstinget och rikshemvärnsrådet för hela landet[19]

### Rikshemvärnsrådet och rikshemvärnstinget
På nationell nivå utövas medinflytandet av rikshemvärnstinget och rikshemvärnsrådet, som består av förtroendevalda. Rikshemvärnstingets syfte är att ge ombuden möjlighet att diskutera frågor av betydelse för hela hemvärnet. Rikshemvärnschefen är ordförande för både tinget och rådet; om chefen har förhinder ersätts denne av rådets vice ordförande.
Rikshemvärnsrådet består av:
- Rikshemvärnschefen (ordförande)
- En ledamot som utses av regeringen
- Ledamöter och ersättare som väljs av rikshemvärnstinget
- Ytterligare ledamöter enligt Försvarsmaktens bestämmande

Försvarsmakten ska höra rikshemvärnsrådet i viktiga frågor som rör hemvärnet. Rådet utser inom sig en vice ordförande.

## Media och trycksaker
Tidningen Hemvärnet grundades i januari 1941 och ges ut fem gånger om året till all kontrakterad personal, även i avtalsorganisationerna. Tidningen är oberoende och ges ut av rikshemvärnsrådet.

## Heraldik och traditioner
Den 4 november 1946 antogs ”Hemvärnets marsch” (Damberg) som hemvärnets officiella förbandsmarsch, efter en pristävling.
En hemvärnsgård är en byggnad eller ett byggnadskomplex som förvaltas, eller har förvaltats, av hemvärnsrörelsen. Ofta rör det sig om äldre bondgårdar som har anpassats för att fungera som förläggning och förråd.

## Namn, beteckning och förläggningsort
- Namn: Hemvärnet (sedan 29 maj 1940)
- Beteckning: Hv (sedan 29 maj 1940)
- Förläggningsort: Stockholms garnison (sedan 29 maj 1940)